# Deadlock (film, 2021)
Pour les articles homonymes, voir Deadlock.
Pour plus de détails, voir Fiche technique et Distribution.
Deadlock est un film américain réalisé par Jared Cohn et sorti en 2021. Distribué par Saban Films, il met dn scène Patrick Muldoon et Bruce Willis dans les rôles principaux.

## Synopsis
Ron Whitlock (Bruce Willis), criminel recherché, dirige une équipe de mercenaires recrutés dans un but de vengeance. Il est persuadé que les détectives locaux sont responsables de la mort de l'un de ses fils, et de l'emprisonnement injustifié de l'autre à cause d'une saisie de drogue bâclée.
Le groupe d'hommes impitoyables s'empare brutalement d'une centrale hydroélectrique, ou le personnel et plusieurs visiteurs sont retenus en otage et certains froidement abattus. Si le barrage explose, la ville voisine serait détruite par l'inondation.
Mack Karr (Patrick Muldoon), béret vert retraité travaillant comme soudeur dans la centrale, assiste à cette incursion et réussit à passer inaperçu. Afin de sauver des milliers de vies innocentes, le Ranger s'interpose avant qu'il ne soit trop tard.

## Fiche technique
- Titre original : Deadlock
- Réalisation : Jared Cohn
- Scénario : Jared Cohn et Cam Cannon
- Musique : Yagmur Kaplan
- Sociétés de production : 308, The Exchange, Bondlt Media Capital
- Pays d'origine :  États-Unis
- Genre : Action, thriller
- Durée : 97 minutes
- Date de sortie : 3 décembre 2021[Où ?]

## Distribution
- Bruce Willis (VF : Stefan Godin) : Ron Whitlock
- Patrick Muldoon (VFB : Michelangelo Marchese) : Mack Karr[3]
- Matthew Marsden (VFB : Olivier Premel) : Boone
- Michael DeVorzon (VFB : Simon Duprez) : Smith[4]
- Stephen Sepher (VFB : Jean-Michel Vovk) : Gator
- Ava Paloma (VFB : Delphine Moriau) : Sophia
- Christopher Cleveland (VFB : Philippe Allard) : Détective Lincoln Fulbright
- Kelcey Rose Weimer : Paula Fulbright
- Douglas Matthews (VFB : Nicolas Matthys) : Tommy Blaylock
- Kelly Reiter (VFB : Sophie Pyronnet) : Amy Rakestraw[3]
- Johnny Messner : Cranbrook
- Billy Jack Harlow : Decker[3]
- Shep Dunn : Slim, l'homme de main

## Production
Le tournage s'est terminé en Géorgie en février 2021.

## Accueil
Saban Films a acquis les droits nord-américains et britanniques du film en juin 2020,.

### Critique
Deadlock reçoit des critiques globalement négatives. Il recueille un score d’audience de 11% sur Rotten Tomatoes.
Bruce Willis est par ailleurs nommé aux Razzie Awards pour sa performance dans ce film. Les membres votant lui ont consacré une catégorie intitulée : « Pire performance de Bruce Willis dans un film de 2021 ». Et la cérémonie récompensant le pire du cinéma l'a distingué pour tous les longs-métrages nanardesques dans lesquels il est apparu en 2021. Mais l'organisation a fini par annuler cette distinction de « pire acteur », après l'annonce de l'abandon de sa carrière en raison de l’aphasie dont il est atteint, , et à la suite de témoignages en sa faveur. Il a été estimé que cela n'était pas approprié, la cause de ses contre-performances étant son état de santé.

### Box-office
Au 11 novembre 2022, Deadlock a rapporté 12 473 US$ au Portugal et en Corée du Sud.